# Chrysopa dasyptera
Chrysopa dasyptera är en insektsart som beskrevs av Mclachlan 1872. Chrysopa dasyptera ingår i släktet Chrysopa och familjen guldögonsländor. Enligt den finländska rödlistan är arten nära hotad i Finland. Artens livsmiljö är torra gräsmarker. Inga underarter finns listade i Catalogue of Life.